# Simocephalus exspinosus
Simocephalus exspinosus is een watervlooiensoort uit de familie van de Daphniidae. De wetenschappelijke naam van de soort is voor het eerst geldig gepubliceerd in 1841 door Koch.